# Hibiscus holstii
Hibiscus holstii är en malvaväxtart som beskrevs av Mwachala. Hibiscus holstii ingår i Hibiskussläktet som ingår i familjen malvaväxter. Inga underarter finns listade i Catalogue of Life.